# Hedeoma chihuahuensis
Hedeoma chihuahuensis là một loài thực vật có hoa trong họ Hoa môi. Loài này được (Henr.) B.L.Turner mô tả khoa học đầu tiên năm 1991.